# Khumujam Devi
Khumujam Tombi Devi (1 de enero de 1982) es una deportista india que compitió en judo. Ganó una medalla de bronce en el Campeonato Asiático de Judo de 2007 en la categoría de –48 kg.

## Palmarés internacional
| Campeonato Asiático | Campeonato Asiático | Campeonato Asiático | Campeonato Asiático |
| Año                 | Lugar               | Medalla             | Categoría           |
| ------------------- | ------------------- | ------------------- | ------------------- |
| 2007                | Kuwait (Kuwait)     | Medalla de bronce   | –48 kg              |